# Raheny
Raheny (Ráth Eanna o Ráth Eanaigh) en irlandés es un barrio al Norte de Dublín en Irlanda. 

## Historia
En el corazón de Raheny se encuentran los restos de un Ringfort o rath del que el barrio podría tomar su nombre. Este fuerte se encuentra bajo la villa actual, extendiéndose hasta el río Santry y la iglesia católica de Windsor Motors, el centro scout y las dos iglesias St. Assam. Dos excavaciones se realizaron en este lugar en los años 70. 
La antigua iglesia de St Assam es una reconstrucción de 1712 de un edificio construido en 1609 que podría estar situado sobre instalaciones religiosas más antiguas. La iglesia de St Assam más reciente, situada en frente, fue construida en 1864 en una época en los que los católicos tenía de nuevo derecho a tener sus propias iglesias.
Raheny posee dos fuentes sagradas, el primer pozo se encuentra en el parque de Santa Ana, aún es visible pero está seco. El segundo pozo dedicado al patrón del barrio, St Assam, está situado en el campo donde se encuentra la iglesia Our Lady Mother of Divine Grace
En el siglo XVIII, Raheny también tenía un molino de agua junto al río Santry así como dos molinos de viento.

## Nombres
Hay diversas explicaciones al origen del nombre Raheny:
- de Ráth Eanna: le fuerte circular de Eanna, un antiguo jefe de la zona.
- de Ráth Eanaigh: irlandés para marisma.
- de MhicNamara, proveniente de Rath Ain Abha: "noble fortaleza de la mar"

El origen del nombre parece totalmente perdido. Localmente el más utilizado es Ráth Eanna pero la versión oficial sería más bien Ráth Eanaigh